# ATP Brasília
Das ATP-Turnier von Brasília (offiziell Brasilia Open) war ein Herrentennisturnier, das im Jahr 1991 einmalig in der brasilianischen Hauptstadt ausgetragen wurde.

## Geschichte
Gespielt wurde im Freien auf Teppichboden, was eine eher ungewöhnliche Kombination ist. Veranstaltet wurde das Turnier Anfang September; in der Saison 1991 wurden um diese Zeit einige Tennisturniere in Brasilien veranstaltet; neben dem Wettbewerb in Brasília noch die Turniere in Búzios, Guarujá und São Paulo. Das Turnier lief im Rahmen der ATP World Series, der Vorgängerserie der ATP Tour 250 und wurde mit einem 48er-Hauptfeld gespielt.
Austragungsort war der Rasen vor dem Nationalkongress Brasiliens, wo eine provisorische Anlage errichtet worden war.

## Siegerliste
Weder im Einzel noch im Doppel konnte ein einheimischer Spieler gewinnen, mit Ricardo Acioly und Mauro Menezes erreichten jedoch zwei Brasilianer das Finale der Doppelkonkurrenz.

### Einzel
| Jahr | Sieger       | Finalisten     | Finalergebnis |
| ---- | ------------ | -------------- | ------------- |
| 1991 | Andrés Gómez | Javier Sánchez | 6:4, 3:6, 6:3 |

### Doppel
| Jahr | Sieger                   | Finalisten                   | Finalergebnis |
| ---- | ------------------------ | ---------------------------- | ------------- |
| 1991 | Kent Kinnear Roger Smith | Ricardo Acioly Mauro Menezes | 6:4, 6:3      |